# Mordellochroa hasegawai
Mordellochroa hasegawai is een keversoort uit de familie spartelkevers (Mordellidae). De wetenschappelijke naam van de soort is voor het eerst geldig gepubliceerd in 1959 door Nomura & Kato.